# They Came to a City
They Came to a City (traducido como Llegaron a una ciudad) es una obra de teatro del dramaturgo británico J. B. Priestley, estrenada en 1943. Es adaptación de su novela de 1936 They Walk In The City

## Argumento
Nueve personajes de las más variadas tipologías y extracciones sociales se encuentran, por un instante reunidos a las puertas de una Ciudad, en la que a modo de Utopía, se han abolido los agravios, las diferencias sociales, la explotación y la pobreza. Cada uno de ellos debe decidir si quiere unirse a esa ciudad o no.

## Personajes
- Joe Dinmore
- Malcom Stritton
- Mr Cudworth
- George Gedney
- Alice Foster
- Philipa Loxfield
- Lady Loxfield
- Dorothy Stritton,
- Mrs. Batley.

## Representaciones destacadas
Se estrenó en el Globe Theatre de Londres en abril de 1943, con la interpretación de John Clements, Raymond Huntley, Norman Shelley, A.E. Matthews, Googie Withers, Frances Rowe, Mabel Terry Lewis, Renee Gadd y Ada Reeve.

## Adaptaciones
Existe una versión cinematográfica de los Estudios Ealing, dirigida por Basil Dearden en 1944, que contó con prácticamente el mismo reparto que la representación teatral.
En España se realizó una adaptación para televisión, emitida en el espacio Estudio 1 de TVE, emitida en julio de 1972, con actuación de Lola Cardona, Sancho Gracia, José María Caffarel, Mary González, Luisa Sala, María Massip, Ramón Corroto, Andrés Mejuto y Lola Losada.